# Johannes Vogt
Johannes Vogt (* 14. November 1872 in Potsdam; † 8. Dezember 1950 in Berlin-Zehlendorf) war ein deutscher Ministerialbeamter.

## Biografie
Nach dem Studium der Rechtswissenschaften wurde er 1894 zunächst Gerichtsreferendar und danach 1899 Gerichtsassessor. 1900 trat er in den Dienst der Verwaltung der Preußischen Staatseisenbahnen. Nach seiner Ernennung zum Regierungsassessor 1901 war er zwischen 1904 und 1919 Mitglied verschiedener Eisenbahndirektionen. 1919 erfolgte seine Beförderung zum Oberregierungsrat. Danach war er für einige Zeit Unterstaatssekretär für das Eisenbahnwesen im Preußischen Arbeitsministerium. 1920 wurde er zum Präsidenten der Eisenbahndirektion Breslau ernannt.
1923 wechselte er in das Reichsverkehrsministerium, in dem er neben Max Kumbier und Rudolf Krohne als Staatssekretär tätig war und somit einer der engsten Mitarbeiter von Reichsverkehrsminister Rudolf Oeser.
Bereits nach einem Jahr schied er jedoch als Staatssekretär aus, nachdem er 1924 Leiter der Verkehrs- und Tarifabteilung der Deutschen Reichsbahngesellschaft wurde.
Als Vorstandsmitglied der Reichsbahn behielt Vogt seine Position bis zum 31. Dezember 1935, als er in Ruhestand ging. Sein Nachfolger wurde Paul Treibe. Ab 1. März 1937 war er NSDAP-Mitglied. Sein Todestag ist unbekannt.
Daneben war er auch Autor von Fachbüchern wie:
- "Kraftverkehrsmonopol für den Güterfernverkehr?", Berlin 1932
- "Verkehrsprobleme der Reichsbahn", 1932, Mitautoren Adolf Sarter und Eberhard von Beck